# Syringodea concolor
Syringodea concolor är en irisväxtart som först beskrevs av John Gilbert Baker, och fick sitt nu gällande namn av M.P.de Vos. Syringodea concolor ingår i släktet Syringodea och familjen irisväxter. Inga underarter finns listade i Catalogue of Life.